# Calloplax janeirensis
Calloplax janeirensis är en blötdjursart som först beskrevs av Gray 1828.  Calloplax janeirensis ingår i släktet Calloplax och familjen Ischnochitonidae. Inga underarter finns listade i Catalogue of Life.